# Jovanka Bončić-Katerinić
Jovanka Bončić-Katerinić, kyrillisch Јованка Бончић-Катеринић, damalige Eindeutschung: Jovanka Bontschits (* 5. Juli 1887 in Niš; † 1966 in Belgrad) war eine serbische und jugoslawische Architektin. Im Jahr 1913 absolvierte sie als erste Frau die Technische Hochschule Darmstadt.

## Leben und Ausbildung
Bončić-Katerinić wurde als Tochter des Kassationsrates Michael Bončić (* 1848) und von Katharina, geb. Petrovitsch (* 1862) geboren. Sie studierte sieben Semester lang an der Universität Belgrad, bevor sie zum Wintersemester 1909/10 an die damalige Technische Hochschule Darmstadt wechselte. Zuvor hatte sie ein Praktikum bei der serbischen Staatsbahn absolviert. In Darmstadt studierte sie Architektur mit dem Schwerpunkt Hochbau. Nach ihrer Vordiplom-Prüfung am 28. April 1911, die sie mit „ziemlich gut“ bestand, erhielt sie am 18. Juli 1913 ihr Diplom. In der Prüfung wählte sie den Schwerpunkt Städtebau und das Sondergebiet Schulgebäude. Die Berliner Illustrirte Zeitung würdigte die Verleihung mit einem Bild auf ihrer Titelseite. Mit ihrem Mann, dem Diplom-Ingenieur Andrej Katerinić (geboren in der Ukraine, gestorben 1968 in Belgrad), den sie während ihres Studiums an der Technischen Hochschule kennenlernte, lebte sie in Sankt Petersburg, Kiew und ab 1922 in Belgrad. 1945 ging sie in den Ruhestand.

## Arbeit und Werk

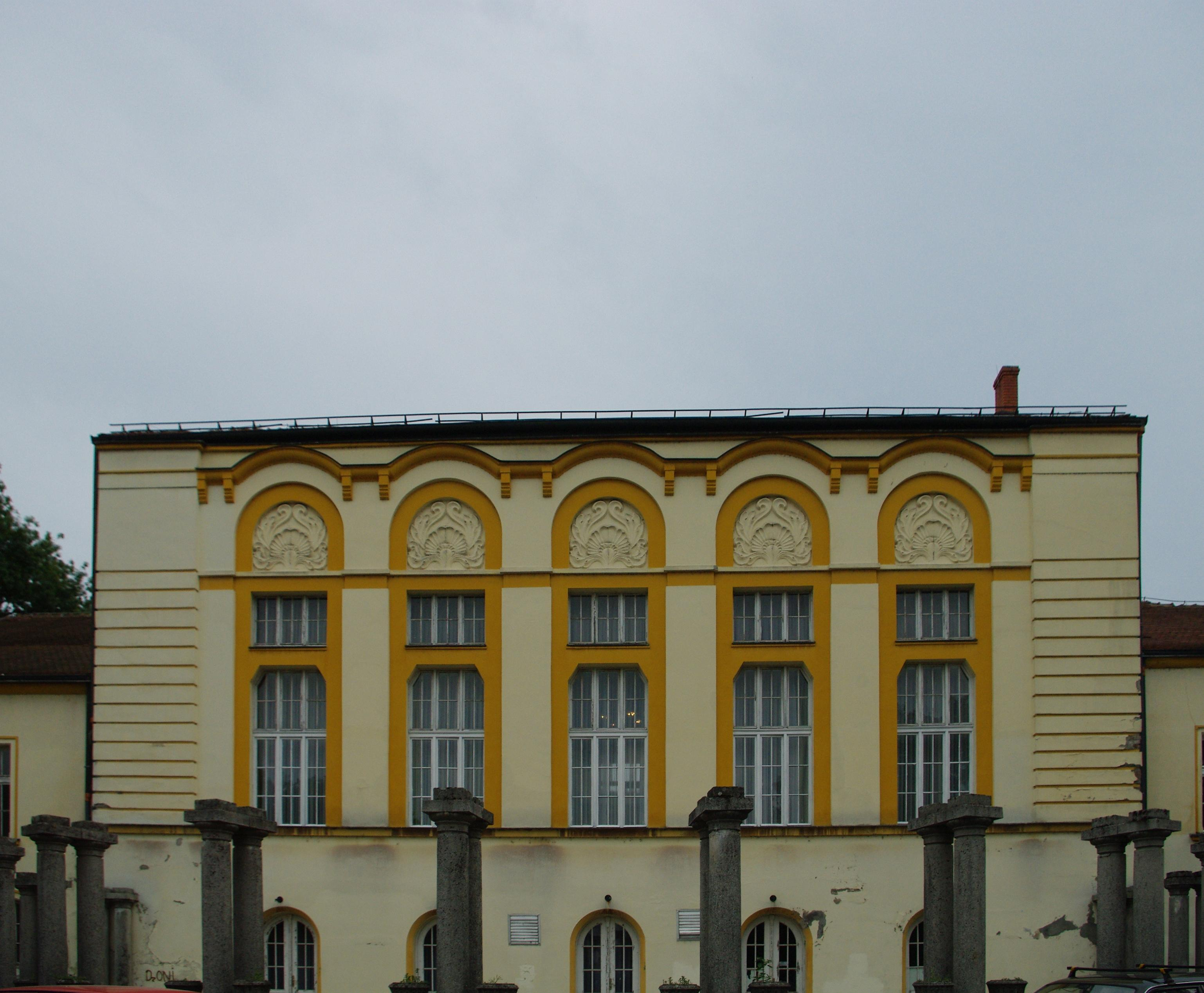
Der „Kursalon“ in Banja Koviljača

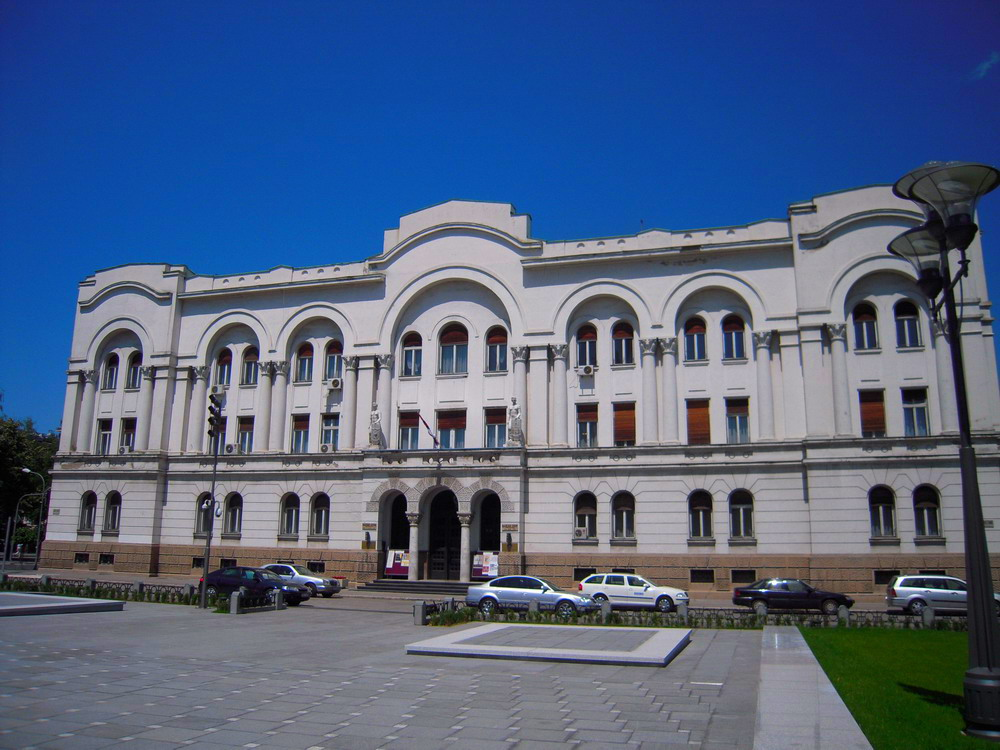
Das Kulturzentrum „Banski Dvor“ in Banja Luka

Im jugoslawischen Bauministerium leitete sie das Referat für Universitätsbau und verantwortete von 1930 bis 1941 zahlreiche öffentliche Vorhaben. So entstanden unter ihrer Mitwirkung neben einem Kursalon und einem Badehaus in Banja Koviljača (1929–32) auch das Kulturzentrum Banski dvor (kyrillisch: Бански двор) in Banja Luka (1930–38) sowie die Universitätsbauten für Lehrerinnenausbildung (1933) und Veterinärmedizin (begonnen 1939) in Belgrad.

## Ehrungen
Der Magistrat der Stadt Darmstadt beschloss 2012, eine Straße auf dem Campus Lichtwiese der Technischen Universität Darmstadt nach ihr zu benennen. Die Umbenennung wurde am 15. Oktober 2013 vorgenommen.

## Förderpreis
Seit dem Wintersemester 2011 vergibt der Fachbereich Material- und Geowissenschaften der TU Darmstadt jährlich den Jovanka-Bontschits-Förderpreis. Er würdigt die Forschung und Studienleistung von Frauen in den Material- und Geowissenschaften und fördert die weitere wissenschaftliche Tätigkeit.